# Réserves de change
Pour les articles homonymes, voir Réserve.

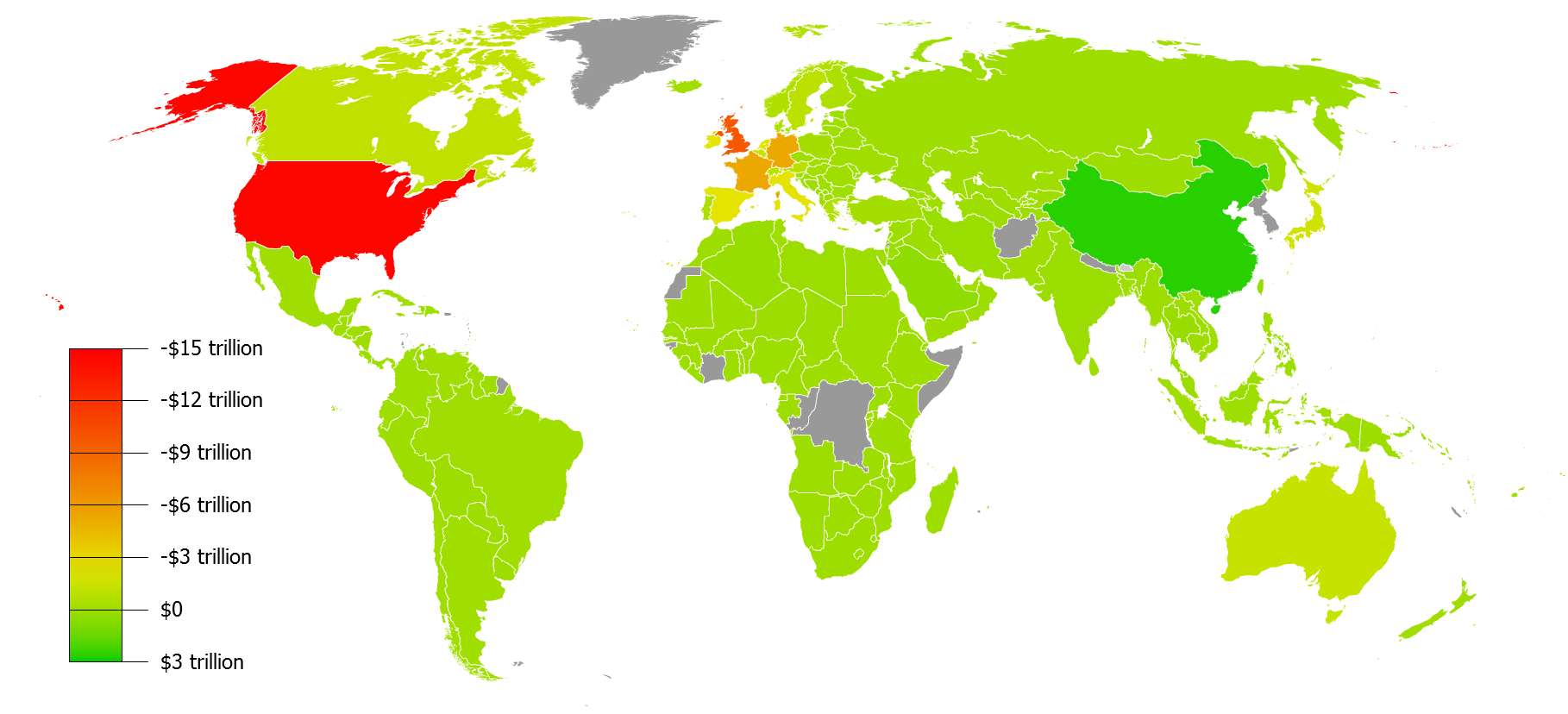
Réserves de devises et d'or, diminuées de leur dette extérieure totale (publique et privée), d'après les données de 2010 du CIA Factbook.

Les réserves de change sont des avoirs en devises étrangères et en or détenues par une banque centrale. Elles prennent généralement la forme de bons et obligations du Trésor d'États étrangers, ce qui permet à ces réserves de rapporter un intérêt. Elles sont utilisées par les autorités monétaires pour réguler les taux de change.

## Évolutions récentes
Leur montant global avait doublé entre 2000 et 2008, passant de 2 000 à 4 000 milliards de dollar américain. Pour les trois quarts, cette augmentation est due aux banques centrales asiatiques, dont les avoirs sont passés de 1 000 à 2 500 milliards de dollars sur la période. Ces réserves atteignaient 9 000 Md$ en 2011 (voir tableau). D'après le FMI, elles atteignent 10 000 Md$ en 2012.
| Rang | Pays                          | Milliards de dollars US (fin du mois) |
| ---- | ----------------------------- | ------------------------------------- |
| 1    | République populaire de Chine | $ 3 171,807 (novembre 2023),          |
| 3    | Japon                         | $ 1 269,707 (novembre 2023)           |
| 4    | Suisse                        | $ 729,958 (novembre 2023)             |
| 5    | Inde                          | $ 620,440 (mi-décembre 2023)          |
| 6    | Russie                        | $ 592,352 (novembre 2023)             |
| 7    | Taïwan                        | $ 567,517 (novembre 2023)             |
| 8    | Arabie saoudite               | $ 425,970 (novembre 2023),            |
| 9    | Hong Kong                     | $ 424,600 (novembre 2023)             |
| 10   | Corée du Sud                  | $ 417,080 (novembre 2023)             |
| 11   | Brésil                        | $ 348,406 (novembre 2023)             |
| 12   | Singapour                     | $ 344,072 (novembre 2023),            |
| 13   | Allemagne                     | $ 319,063 (novembre 2023)             |
| 14   | Italie                        | $ 244,547 (novembre 2023)             |
| 15   | France                        | $ 243,070 (novembre 2023)             |
| 16   | Thaïlande                     | $ 219,087 (novembre 2023)             |
| 17   | Mexique                       | $ 210,807 (novembre 2023)             |
| 18   | Israël                        | $ 198,169 (novembre 2023)             |
| 19   | Royaume-Uni                   | $ 187,083 (novembre 2023)             |
| 20   | Pologne                       | $ 186,712 (novembre 2023)             |
| 21   | Émirats arabes unis           | $ 162,866 (octobre 2023)              |
| 22   | République tchèque            | $ 140,557 (novembre 2023)             |
| 23   | Indonésie                     | $ 138,100 (novembre 2023)             |
| 24   | Canada                        | $ 115,440 (novembre 2023)             |
| 25   | Irak                          | $ 112,308 (novembre 2023)             |
| 26   | Malaisie                      | $ 112,306 (novembre 2023)             |
| 27   | Philippines                   | $ 101,304 (novembre 2023)             |
| 28   | Espagne                       | $ 101,133 (novembre 2023)             |
| 29   | Turquie                       | $ 97,560 (mi-décembre 2023)           |
| 30   | Danemark                      | $ 90,036 (novembre 2023)              |
| 31   | Viêt Nam                      | $ 87,200 (octobre 2023)               |
| 32   | Pérou                         | $ 80,365 (Janvier 2025)               |
| 33   | Norvège                       | $ 77,927 (novembre 2023)              |
| 34   | Algérie                       | $ 72,000 (Janvier 2025)               |
| 35   | Roumanie                      | $ 70,938 (novembre 2023)              |
| 36   | Pays-Bas                      | $ 69,108 (novembre 2023)              |
| 37   | Qatar                         | $ 67,257 (novembre 2023)              |
| 38   | Afrique du Sud                | $ 61,721 (novembre 2023)              |
| 39   | Australie                     | $ 59,911 (novembre 2023)              |
| 40   | Suède                         | $ 59,668 (novembre 2023)              |
| 41   | Colombie                      | $ 58,592 (novembre 2023)              |
| 42   | Hongrie                       | $ 44,580 (novembre 2023)              |
| 43   | Chili                         | $ 43,217 (novembre 2023)              |
| 44   | Bulgarie                      | $ 40,938 (novembre 2023)              |
| 45   | Belgique                      | $ 40,358 (novembre 2023)              |
| 46   | Koweït                        | $ 39,880 (octobre 2023)               |
| 47   | Maroc                         | $ 36,85 (Janvier 2025)                |
| 48   | États-Unis                    | $ 36,303 (novembre 2023)              |
| 49   | Égypte                        | $ 35,173 (novembre 2023)              |
| 50   | Kazakhstan                    | $ 34,197 (novembre 2023)              |
| 51   | Ouzbékistan                   | $ 32,896 (novembre 2023)              |
| 52   | Nigeria                       | $ 32,870 (décembre 2023)              |
| 53   | Barbade                       | $ 1, 437 (septembre 2023)             |

| Rang | Pays                       | Milliards de dollars US (fin du mois) |
| ---- | -------------------------- | ------------------------------------- |
| 2    | Union européenne           | $ 1 446,674** (mars 2018)             |
| 3    | Eurozone                   | $ 821,948 (octobre 2019)*,            |
| 30   | Banque centrale européenne | $ 77,006 (mars 2018)                  |

- *Calculs sans l'Estonie et Malte.
- **Royaume-Uni compris.

## Monnaies de réserve

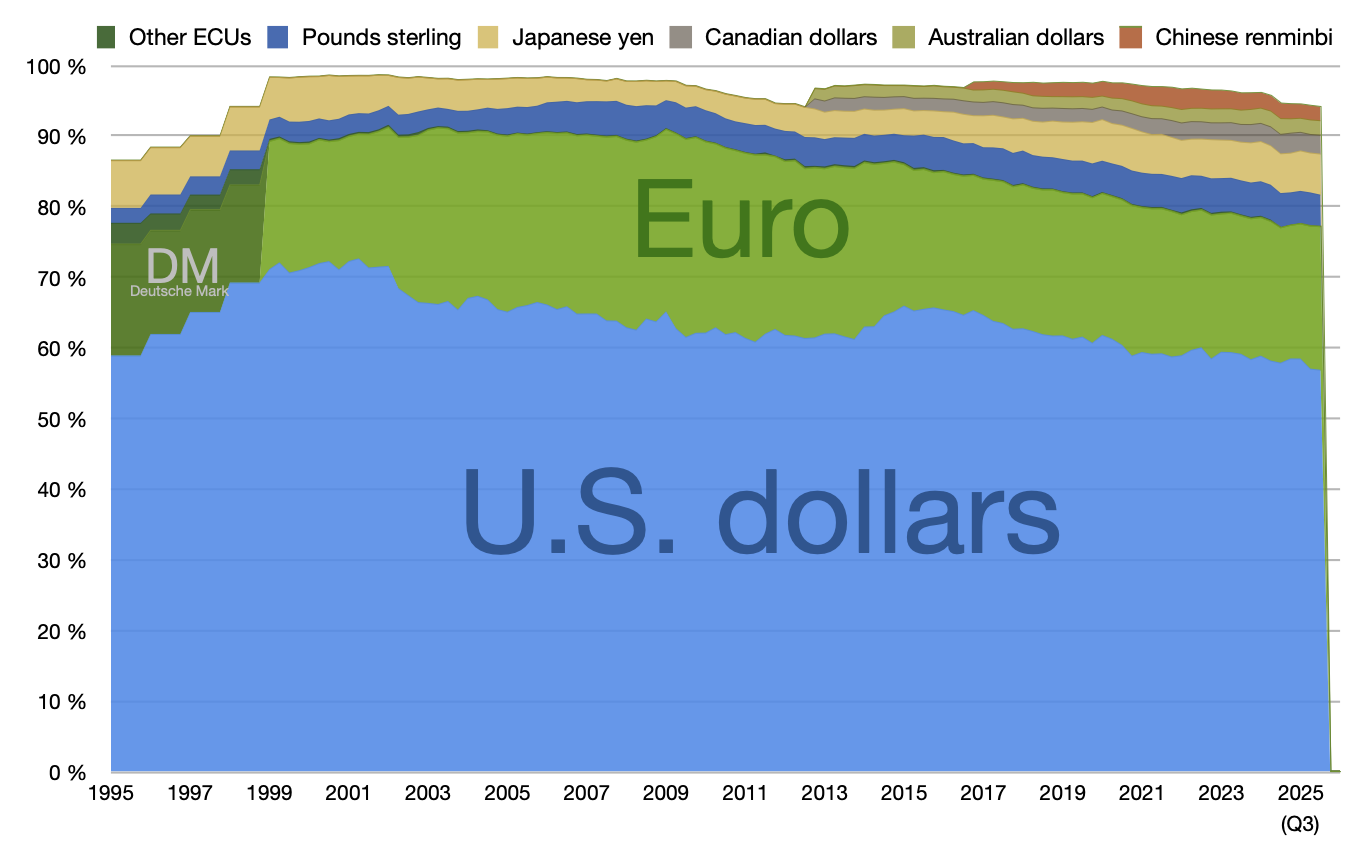
Distribution des monnaies de réserve dans le monde

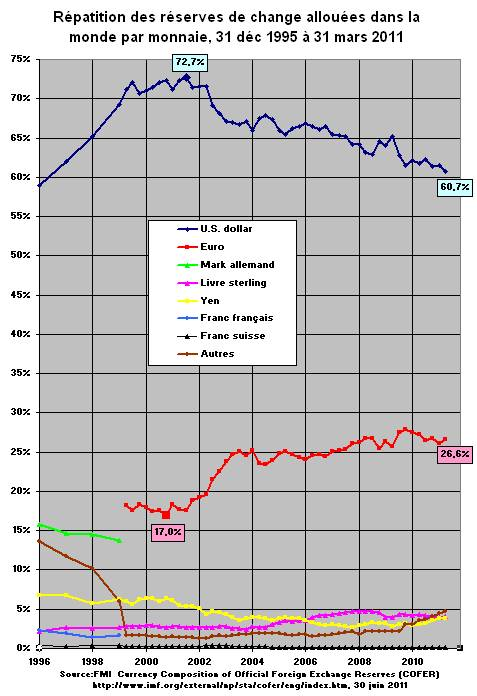
Le dollar US et l'euro représentent près de 90 % de toutes les réserves de change mondiales allouées. Les réserves non allouées ne sont pas prises en compte dans ce graphique, bien qu'elles comptent pour plus de 45 % du total des réserves des banques centrales à la fin de 2010, incluant la Chine.

Depuis la Seconde Guerre mondiale, la monnaie de réserve la plus importante est le dollar US.
Au 31 décembre 1995, le dollar américain représentait 59,0 % des réserves de change en devises allouées dans le monde. Le mark allemand en représentait 15,8 %, le yen 6,8 %, le franc français 2,4 %, la livre sterling 2,1 % et le franc suisse 0,3 %. Les 13,6 % restants se répartissaient entre d'autres monnaies.
À la fin du premier trimestre 1999, l'euro représentait 18,1 % des réserves de change allouées dans le monde. Cette part allait se réduire jusqu'à 17,0 % à la fin du troisième trimestre 2000, puis croître jusqu'à 27,9 % à la fin du troisième trimestre 2009. La part du dollar US, qui s'était accrue jusqu'à 72,7 % des réserves de change allouées dans le monde à la mi-2008, s'est ensuite réduite. La part du yen se réduisait de 6,8 % fin 1995 à 2,7 % fin du troisième trimestre 2007 avant de se redresser partiellement (3,8 % fin mars 2011), tandis que la part de la livre sterling s'accroissait quelque peu, de 2,1 % à la fin 1995 à 4,1 % fin mars 2011.
Au 31 mars 2011, le dollar américain représentait 60,7 % des réserves de change en devises allouées dans le monde contre 61,5 % trois mois plus tôt. L'euro constituait 26,6 % des réserves allouées contre 26,1 % trois mois plus tôt. Fin mars 2011 la part du dollar dans les réserves allouées en devises des États était au plus bas depuis fin 1996.
Toutefois ces chiffres sont à relativiser très fortement dans la mesure où la Chine refuse de divulguer la répartition de ses réserves de change,, et dans la mesure où la part des réserves non allouées s'est fortement accrue depuis 2001 pour représenter fin 2010 plus de 45 % des réserves totales dans le monde. Les réserves non allouées, par définition, sont valorisées par une banque centrale en dollar US quelles que soient leurs devises réelles d'origine.

## Autres monnaies de réserve
Avant l'introduction de l'euro, les autres devises utilisées comme monnaies de réserve, étaient le mark allemand, le yen, le franc français, la livre sterling et le franc suisse. Depuis 1999, l'euro est devenu la seconde monnaie de réserve mondiale.
Schenk a montré dans une étude publiée en 2009 comment s'est effectué le passage de la livre sterling au dollar US comme devise de réserve de référence pendant le XXe siècle. Ces travaux ont ensuite amené à s'interroger sur le rôle désormais dominant des réserves non allouées (Unallocated Reserves) dans la constitution des déclarations au FMI (COFER), qui peuvent inverser la prédominance réelle euro/dollar dans la somme des réserves des banques centrales du monde.
| | 1970   | 1972   | 1976   | 1980   | 1982   | 1983   | 1984   | 1995   | 1996   | 1997   | 1998   | 1999   | 2000   | 2001   | 2002   | 2003   | 2004   | 2005   | 2006   | 2007   | 2008   | 2009   | 2010   | 2011   |
| --- | ------ | ------ | ------ | ------ | ------ | ------ | ------ | ------ | ------ | ------ | ------ | ------ | ------ | ------ | ------ | ------ | ------ | ------ | ------ | ------ | ------ | ------ | ------ | ------ |
| USD | 77,2 % | 78,6 % | 76,6 % | 67,2 % | 68,4 % | 68,5 % | 65,8 % | 59,0 % | 62,1 % | 65,2 % | 69,3 % | 70,9 % | 70,5 % | 70,7 % | 66,5 % | 65,8 % | 65,9 % | 66,4 % | 65,5 % | 64,1 % | 64,1 % | 62,1 % | 61,8 % | 62,2 % |
| EUR | –      | –      | –      | –      | –      | –      | –      | –      | –      | –      | –      | 17,9 % | 18,8 % | 19,8 % | 24,2 % | 25,3 % | 24,9 % | 24,3 % | 25,1 % | 26,3 % | 26,4 % | 27,6 % | 26,0 % | 25,0 % |
| DEM | 1,9 %  | 4,6 %  | 8,8 %  | 14,8 % | 12,4 % | 11,2 % | 12,1 % | 15,8 % | 14,7 % | 14,5 % | 13,8 % | –      | –      | –      | –      | –      | –      | –      | –      | –      | –      | –      | –      | –      |
| GBP | 10,4 % | 7,1 %  | 1,9 %  | 2,9 %  | 2,4 %  | 2,6 %  | 2,8 %  | 2,1 %  | 2,7 %  | 2,6 %  | 2,7 %  | 2,9 %  | 2,8 %  | 2,7 %  | 2,9 %  | 2,6 %  | 3,3 %  | 3,6 %  | 4,4 %  | 4,7 %  | 4,0 %  | 4,3 %  | 3,9 %  | 3,8 %  |
| JPY | –      | 0,1 %  | 2,1 %  | 4,3 %  | 4,6 %  | 4,7 %  | 5,4 %  | 6,8 %  | 6,7 %  | 5,8 %  | 6,2 %  | 6,4 %  | 6,3 %  | 5,2 %  | 4,5 %  | 4,1 %  | 3,9 %  | 3,7 %  | 3,1 %  | 2,9 %  | 3,1 %  | 2,9 %  | 3,7 %  | 3,5 %  |
| FRF | 1,1 %  | 0,9 %  | 1,6 %  | 1,7 %  | 1,3 %  | 1,1 %  | 1,0 %  | 2,4 %  | 1,8 %  | 1,4 %  | 1,6 %  | –      | –      | –      | –      | –      | –      | –      | –      | –      | –      | –      | –      | –      |
| CHF | 0,7 %  | 1,0 %  | 2,2 %  | 3,2 %  | 2,7 %  | 2,3 %  | 2,0 %  | 0,3 %  | 0,2 %  | 0,4 %  | 0,3 %  | 0,2 %  | 0,3 %  | 0,3 %  | 0,4 %  | 0,2 %  | 0,2 %  | 0,1 %  | 0,2 %  | 0,2 %  | 0,1 %  | 0,1 %  | 0,1 %  | 0,1 %  |
| Autres | 8,7 %  | 7,7 %  | 6,8 %  | 5,9 %  | 8,2 %  | 9,6 %  | 10,9 % | 13,6 % | 11,7 % | 10,2 % | 6,1 %  | 1,6 %  | 1,4 %  | 1,2 %  | 1,4 %  | 1,9 %  | 1,8 %  | 1,9 %  | 1,8 %  | 1,8 %  | 2,2 %  | 3,1 %  | 4,4 %  | 5,3 %  |
| Sources : 1970–1984 : BRI (Banque des réglements internationaux) : (en) The evolution of reserve currency diversification, December 1986 1995–2010 : FMI (Fonds monétaire international) : (en) Currency Composition of Official Foreign Exchange Reserves 1999–2005 : BCE (Banque centrale européenne) : (en) The Accumulation of Foreign Reserves, Occasional Paper Series, Nr. 43 |        |        |        |        |        |        |        |        |        |        |        |        |        |        |        |        |        |        |        |        |        |        |        |        |

## Logique économique
La constitution de réserves correspond, suivant les pays et les moments, à des objectifs différents.
À la base, leur première raison d'être est d'entretenir la confiance des marchés envers la devise nationale et de montrer que le pays a les moyens de résister à un choc quelconque (hausse des prix des matières premières ou des biens manufacturés, crise du crédit, catastrophe naturelle, dérapage du commerce extérieur, etc.).
Néanmoins, l'évolution actuelle des réserves dans les pays asiatiques n'a, compte tenu de l'énormité des montants constitués, plus rien à voir avec cette logique. Elle correspond entre autres aux désirs des pays en développement de se défendre contre l'instabilité due aux caprices des flux financiers extérieurs.
Dans le cas du Japon qui a le premier clairement appliqué une politique volontariste en la matière, et qui a poussé la constitution de réserves à des niveaux jamais vus auparavant – mais maintenant dépassés par la Chine – il s'agit essentiellement de lutter contre la déflation qui sévit à l'état endémique depuis l'éclatement de la bulle immobilière et financière du début des années 1990. L'effet d'une augmentation des réserves est double. Elle :
- augmente la base monétaire (un achat de dollars est une vente de yen, donc chaque fois que la Banque du Japon achète des dollars, elle augmente en contrepartie la base monétaire japonaise) ;
- et elle maintient le yen bas face au dollar, ce qui dans le cas de l'économie japonaise, très tournée vers l'exportation, correspond à un soutien à l'activité.

D'une façon générale, les économies asiatiques sont, à l'instar de l'économie japonaise, axées sur les exportations. Le deuxième effet recherché par le Japon – le maintien d'une devise compétitive – est donc probablement un souci général en Asie.
Néanmoins, il semblerait, pour certains, que la constitution de ces réserves soit liée à la faiblesse du système financier asiatique, déjà une première fois mis à mal par la crise financière de 1997 et à une volonté de ne pas répéter l'erreur principale commise à cette époque : un endettement local incontrôlé en dollars, sans tenir compte du risque de change, ce qui a conduit à cette crise.
La détention de larges réserves de changes permet à un pays de se prémunir lors de sorties de capitaux ou lorsqu'une dette extérieure, libellée en devise étrangère, arrive à maturité. La règle de Greenspan-Guidotti permet à chaque pays de calculer le montant de réserve de changes nécessaire pour faire face à l'équivalent de la valeur des dettes extérieures libellées en monnaie étrangère arrivant à maturité dans l'année.